# Ігнас Шейнюс
Іґнас Юркунас (лит. Ignas Jurkūnas; 2 квітня 1889 — 15 січня 1959), найбільш відомий під псевдонімом Ігнас Шейнюс (лит. Ignas Šeinius) — литовсько-шведський письменник, представник імпресіонізму в литовській літературі, публіцист і дипломат. Найбільш відомий своїм романом «лит. Kuprelis» («Горбань»).

## Біографія

### Перші роки
Ігнас Юркунас народився 2 квітня 1889 року в сім'ї литовських селян у селі Шейнюнай, від назви якого він згодом створив свій псевдонім. Відвідував школи як у Гелвоні, так і в Муснінкаї. У 1908 році закінчив учительські курси в Каунасі та Вільнюсі, і того ж року склав іспит у Петербурзі, що дозволило йому стати вчителем. Відтоді публікував у пресі короткі вірші.

### Навчання в Москві
У 1912 році переїхав до Москви, де вивчав мистецтво та філософію в Московському міському народному університеті імені Шанявського до 1915 року. У цей час він познайомився з литовськими письменниками Юозасом Тумасом та Юрґісом Балтрушайтісом, останній спонукав Шейнюса до письменницької діяльності. У 1913 році опублікував свій найвідоміший роман «Купреліс». Роман не був популярним у Литві, і Шейнюс його значно відреагував і перевидав у 1932 році.
Він також переклав «Так казав Заратустра» Ніцше з німецької на литовську.

### Дипломатична робота
У 1915 році Шейнюса відправили до Стокгольма представляти Литовське товариство допомоги постраждалим від війни. У Стокгольмі він швидко вивчив шведську мову. Влітку 1915 року одружився зі шведкою Гертрудою Сідов. У 1922 році народився їхній син Ірвіс.
У 1919 році, після здобуття Литвою незалежності, він був призначений керівником пресслужби представництва Литви в Стокгольмі. З 1919 по 1920 рік працював у представництвах Литви в Копенгагені, і недовго у Фінляндії з 1922 по 1923 рік, де він був частково відповідальним за запобігання підписанню Варшавської угоди, за якою Литва мали буту ізольованою від країн Балтії, Польщі та Фінляндія. У 1923 році повернувся до представництва Литви у Швеції де працював до 1927 року. Під час перебування у Швеції сприяв розвитку економічних і культурних відносин між Литвою та Швецією, щоб отримати підтримку позиції Литви щодо питань Вільнюса та Клайпеди на міжнародній арені.
Через грудневий переворот 1926 року змінилося політичне керівництво, що дозволило Антанасу Сметоні та Аугустінасу Вольдемарасу сформувати новий уряд. У Шейнюса виник конфлікт із Вольдемарасом, який став новим міністром закордонних справ, і Шейнюс був змушений залишити дипломатичну роботу в 1927 році, оскільки націоналістична партія Литви закрила посольства в скандинавських країнах. Потім Шейнюс до 1930 року працював у приватних фірмах і приділяв більше уваги своїй творчості.

### Еміграція та пізні роки
На початку 1930-х років він повернувся до Каунаса (Литва). Працював редактором газети «Lietuvos aidas», а також займався літературною творчістю. З 1935 року працював у Клайпеді пресконсультантом губернатора. Після окупації Литви в 1940 році емігрував до Швеції, де змінив своє прізвище на Шейнюс і припинив писати литовською мовою, продовжив писати романи переважно шведською мовою, найпопулярнішим з яких є «I Väntan På Undret» (В очікуванні дива).
У 1943 році отримав шведське громадянство і жив у Швеції до смерті в 1959 році.

### Літературний твір
Шейнюс публікував невеликі фейлетони ще в 1910 році. Він використовував багато різних псевдонімів, як-от Ірвіс Гедайніс. Шейнюс був родоначальником імпресіонізму в литовській літературі. Основними темами його ранніх романів зазвичай були нещасливе кохання та його стоїчне переживання. У прозі Шейнюса були також теми психології. Його роман «Siegfried Immerselbe atsijaunina» (Зігфрід Іммерзельбе омолоджує), опублікований у 1934 році, поєднує риси наукової фантастики, політики та сатири, а також гротескно висміює теорії расизму, нацизму та євгеніки. Після 1940 року він переважно публікував книжки антирадянської тематики шведською, данською та литовською мовами, такі як «Den Röda Floden Stiger» (Червона повінь), «Den Röda Resan» (Червона подорож).
«Купреліс» — найвидатніша з робіт Шейнюса. У романі розповідається про мірошника Олесіса, який поступово розповідає історію свого життя іншій людині, поки мелеться борошно з вітряка. Олесій, також відомий як Купреліс, з дитинства горбатий, до того ж бідний, але обдарований художніми талантами та чуйним серцем. Усвідомлюючи свою сумну долю і бажаючи стати ближчими до Бога і мистецтва, він вирішує стати церковним органістом. Він закохується в Кунігунду (Гунде), але вона обманює його і залишає, пішовши до того, хто володіє вкраденими грошима і привабливіший. Олесіс розчаровується в Бозі, поселяється далеко від місця свого народження і стає самітником, який читає різні, переважно німецькі філософські книги. Купреліс як послідовно розповідає про події, та й зупиняється на найважливіших місцях, розмірковує про них, коментує їх із погляду часу. Такий сюжет і оповідальна композиція були новими у литовській літературі. У романі важливою є й тема природи — фарби та настрої природи відповідають внутрішнім переживанням героїв. Дія роману відбувається у часи заборони литовської друку, тому тема Литви, боротьби за національну самосвідомість розвивається одночасно з любовною лінією.